# Соборная площадь (Коломна)

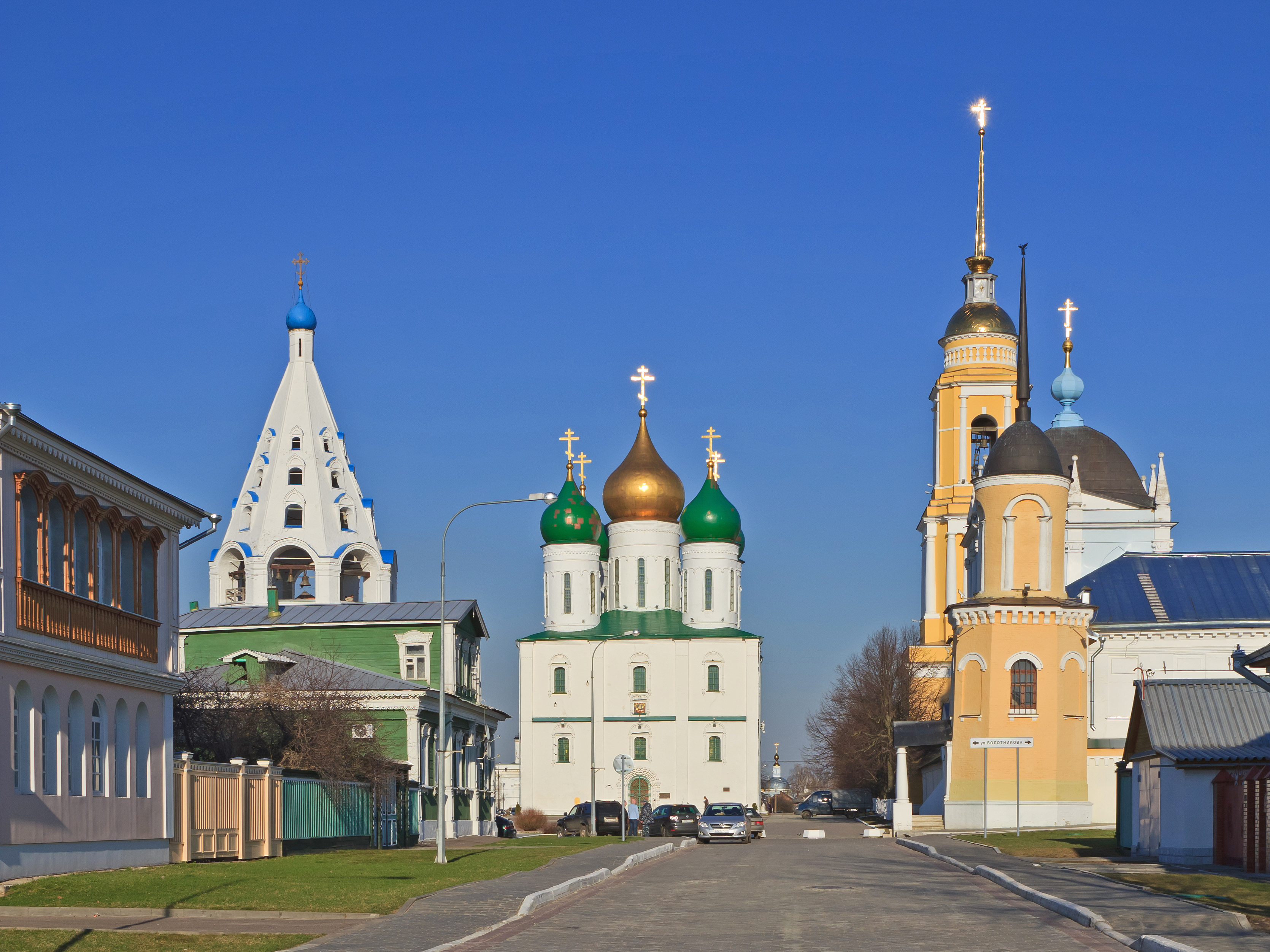
Вид с запада

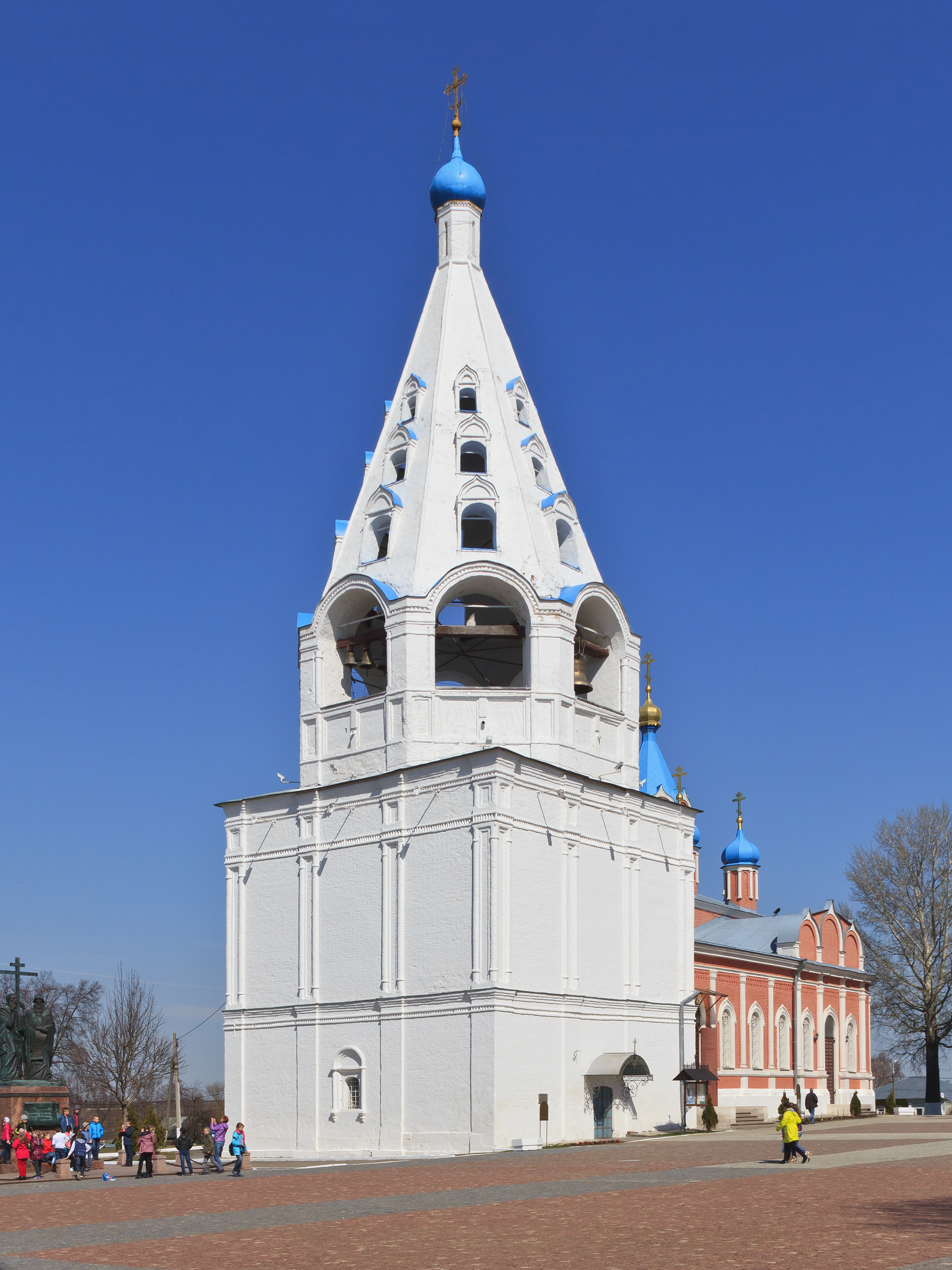
Колокольня Успенского собора

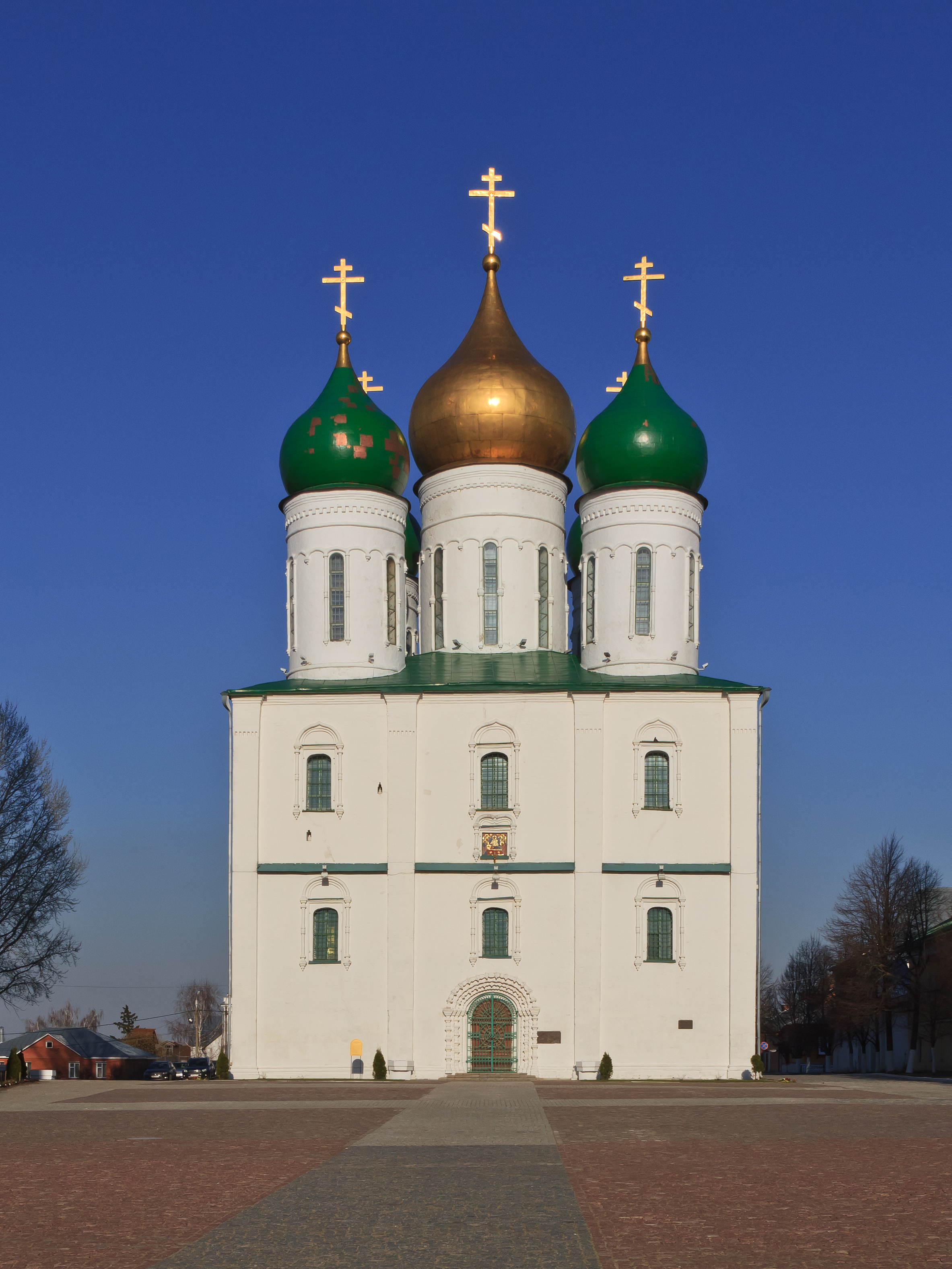
Успенский собор

Соборная площадь — площадь в центре Коломенского Кремля, являющаяся старейшей в Коломне. Через площадь проходит главная улица Кремля — улица Лазарева.

## История
Соборная площадь возникла в XIV веке в результате постройки двух дворцов — великокняжеского и епископского, связующим звеном которых стал Успенский собор. С Пятницкими воротами площадь связывала Большая улица, проходящая южнее тогдашней Тихвинской церкви. Современные очертания площадь приобрела в конце XVIII века в результате реконструкции города по «регулярному» плану прошла Успенская улица (ныне — улица Лазарева). В 2007 году ансамбль Соборной площади был дополнен памятником Кириллу и Мефодию.

## Сооружения, образующие ансамбль площади
Архитектурный ансамбль Соборной площади складывался на протяжении нескольких столетий. Многие здания неоднократно перестраивались.
- В 1672—1682 на месте более древнего, построено самое старое здание площади — Успенский собор.
- В 1692 к западу от собора построена отдельно стоящая шатровая соборная колокольня.
- В 1825 с южной стороны площади в стиле ампир построена надвратная колокольня Ново-Голутвина монастыря.
- В 1858—1861 к северу от собора на месте предыдущего здания в русском стиле построена Тихвинская церковь.

23 мая 2007 в рамках Всероссийских дней славянской письменности и культуры на Соборной площади установлен памятник Кириллу и Мефодию (скульптор А. Рожников).

## Сооружения, окружающие Соборную площадь
В непосредственной близости от площади к северу от собора находится Воскресенская церковь и здание бывшего народного училища, к востоку — церковь Николы Гостиного, а к западу — Сергиевская церковь и угловая башня ограды Ново-Голутвина монастыря. С площади открывается дальняя перспектива с видом на Бобренев монастырь.